# Gastronomía de la República Checa

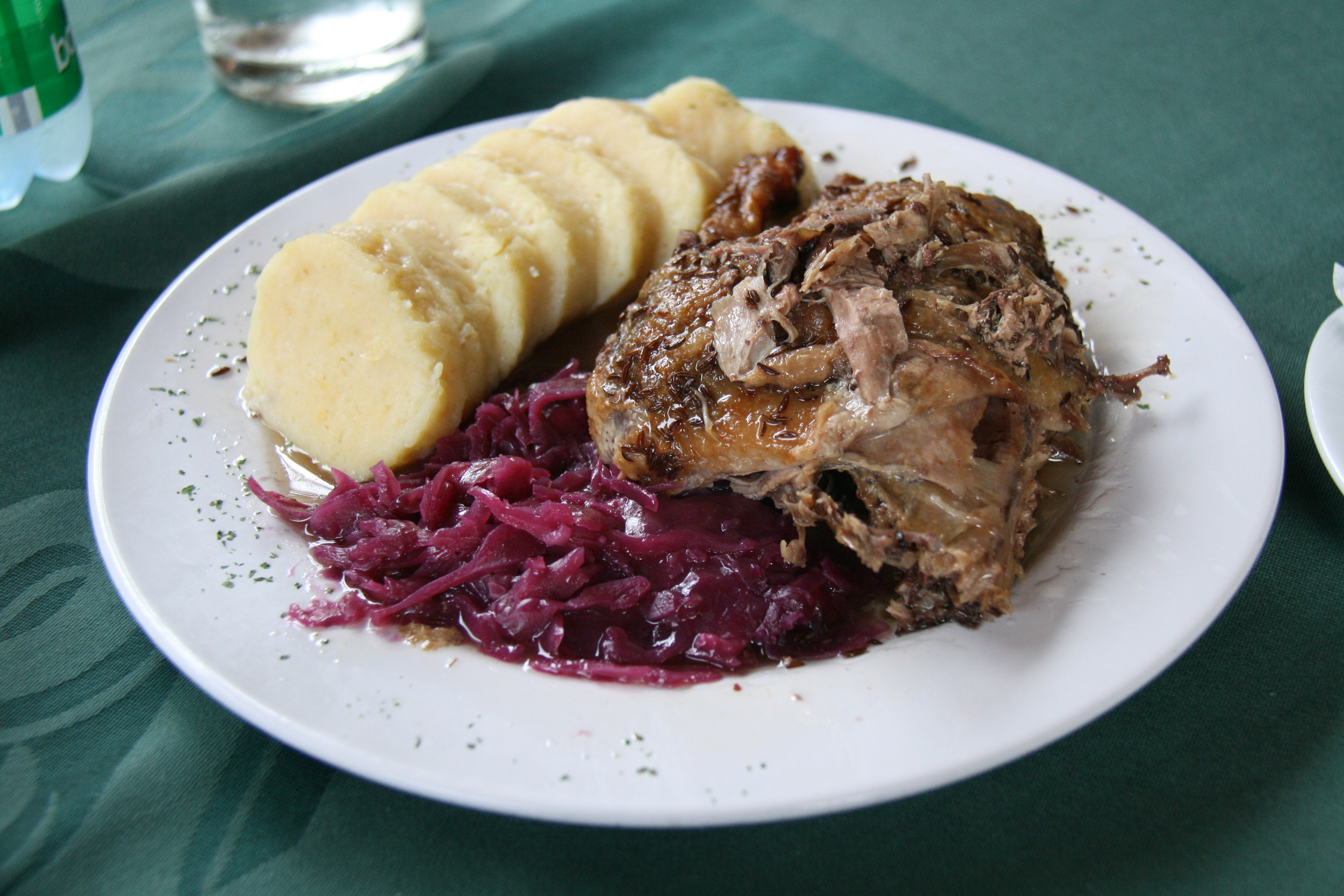
Pato asado con sauerkraut.

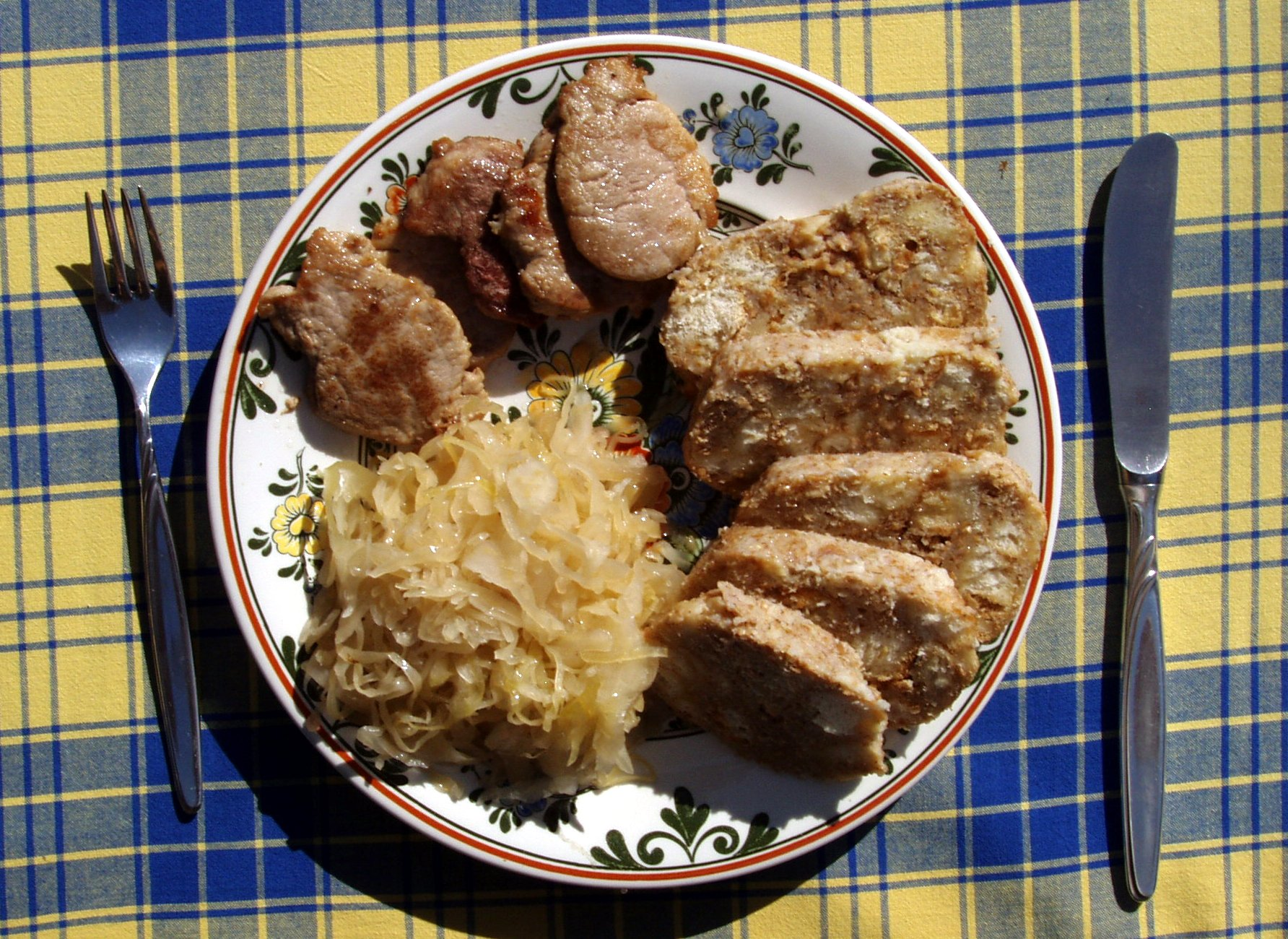
El plato nacional vepřo-knedlo-zelo, Se trata de cerdo asado acompañado de pasta y col.

La cocina tradicional de la República Checa tiene muchas relaciones mutuas con la cocina del sudeste de Alemania, así como con la cocina austríaca. La cocina de Bohemia (una de las dos principales regiones de que consta la República Checa) se beneficia de un microclima que afecta a todos los ingredientes de los platos de este país. Los elementos culinarios naturales de esta cocina son las frutas del campo, las verduras, las frutas del bosque, las setas, el pescado y la carne de caza. Los campos cultivados dejan una gran cantidad de productos deliciosos que enriquecen los platos y las especialidades de este país.

## Ingredientes
La cocina checa es rica y variada. En cuanto a las carnes, el cerdo es muy habitual en los platos; poco a poco la ternera y el pollo se van haciendo un hueco en la gastronomía moderna. El ganso, el pato, el conejo así como otros animales salvajes aparecen con cierta frecuencia en los platos checos. El pescado es considerado una rareza culinaria, con la salvedad del período navideño, en que se suelen preparar platos de trucha y carpa. 

## Platos típicos
Los knedlíky, que son una especie de suculentas «albóndigas» de harina que suelen ser un acompañamiento muy típico de los platos checos, pueden encontrarse elaborados de patata o incluso de pan rallado. Por regla general se preparan en rodajas antes de ser servidos en un plato.
El plato más popular (considerado plato nacional) es el cerdo asado con pasta
, coloquialmente vepřo-knedlo-zelo) es considerado el plato checo más representativo de su cocina. Existen dos variantes de preparación de la col, al estilo Bohemio y al estilo de Moravia. Los habitantes de Bohemia prefieren la col ácida, de esta forma preparan el plato a partir del sauerkraut. En Moravia se prefiere que la col sea más dulce y por esta razón se prepara a partir de la col fresca, o añadiendo algo de azúcar, si la variedad fresca no fuese accesible. Pero estas variantes no son estrictas y pueden encontrarse en casi todo el territorio de la República Checa.
El lomo marinado (svíčková na smetaně o simplemente svíčková). Es una especie de Roast beef, generalmente lardeado, con una salsa elaborada a base de zanahorias, perejil y crema, acompañada con los knedlíky. Servido a menudo con una cucharada de crema y salsa de arándanos o compota de arándanos y unas rodajas de limón.
Uno de los más curiosos para el mundo hispanohablante es el španělský ptáček, que traducido literalmente significa «pajarito español», aunque no tiene nada que ver con ave alguna pues se trata de un rollo de carne (generalmente de ternera) relleno. Es muy popular la sopa de puré de patatas denominada Kulajda que se suele decorar y aromatizar con eneldo.

## Aperitivos

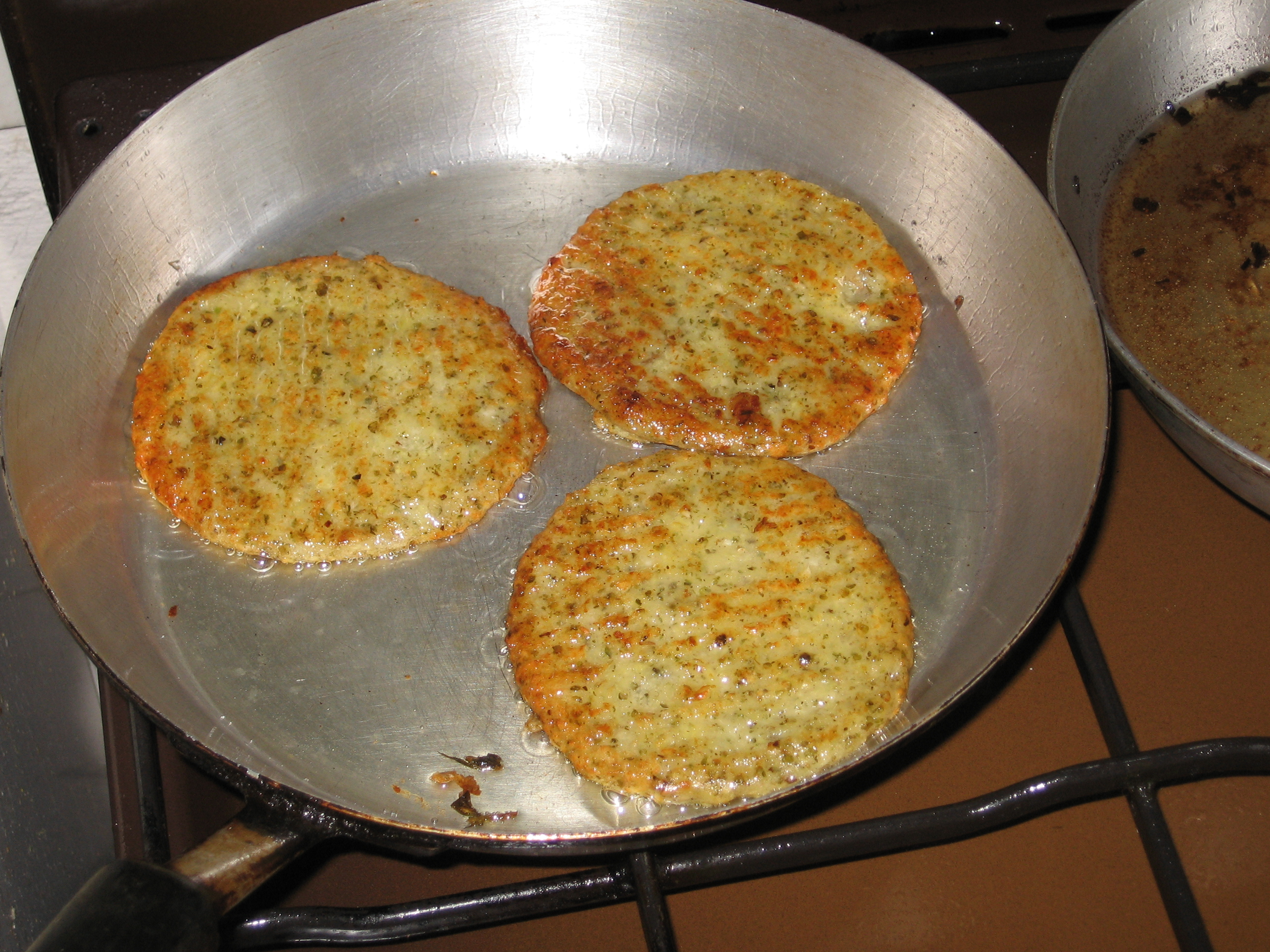
bramboráky fritos.

Debido a que la cerveza es parte intrínseca de la actividad culinaria de la República Checa muchos platos tienen la forma y la preparación de aperitivos (muy similar a las Tapas) y son servidos en lugares públicos y restaurantes, generalmente acompañando a unas cervezas.
El bramboráky (denominado regionalmente como cmunda o vošouch en Pilsen y "strik" o "striky" en checo de silesia son una especie de pancakes fritos y elaborados de patatas en forma de puré (brambory en checo), harina, leche y en algunas ocasiones salchichas picadas (pero esto no es muy común ya que, el bramboráky se intenta que sea un plato vegetariano). Se sirve con mejorana picada, sal, pimienta, ajo. El tamaño se ajusta al de un plato. Existe una variante de este mismo plato en la frontera de Eslovaquia-Rutenia denominado harula, preparado con menos leche y grasas, la inclusión de cebolla, y es elaborado en horno en lugar de ser frito.
El utopenci (literalmente "hombres lanzados") son una especie de bratwursts encurtidas. Otros aperitivos tradicionales son la tlačenka, un embutido preparado a base de casquería de cerdo con su gelatina, similar al fiambre de cabeza de jabalí español, también preparado como encurtido con una proporción alta de vinagre y el smažený sýr o queso cervecero, una variedad de queso cremoso ligeramente picante y con un olor penetrante.

## Dulces y postres

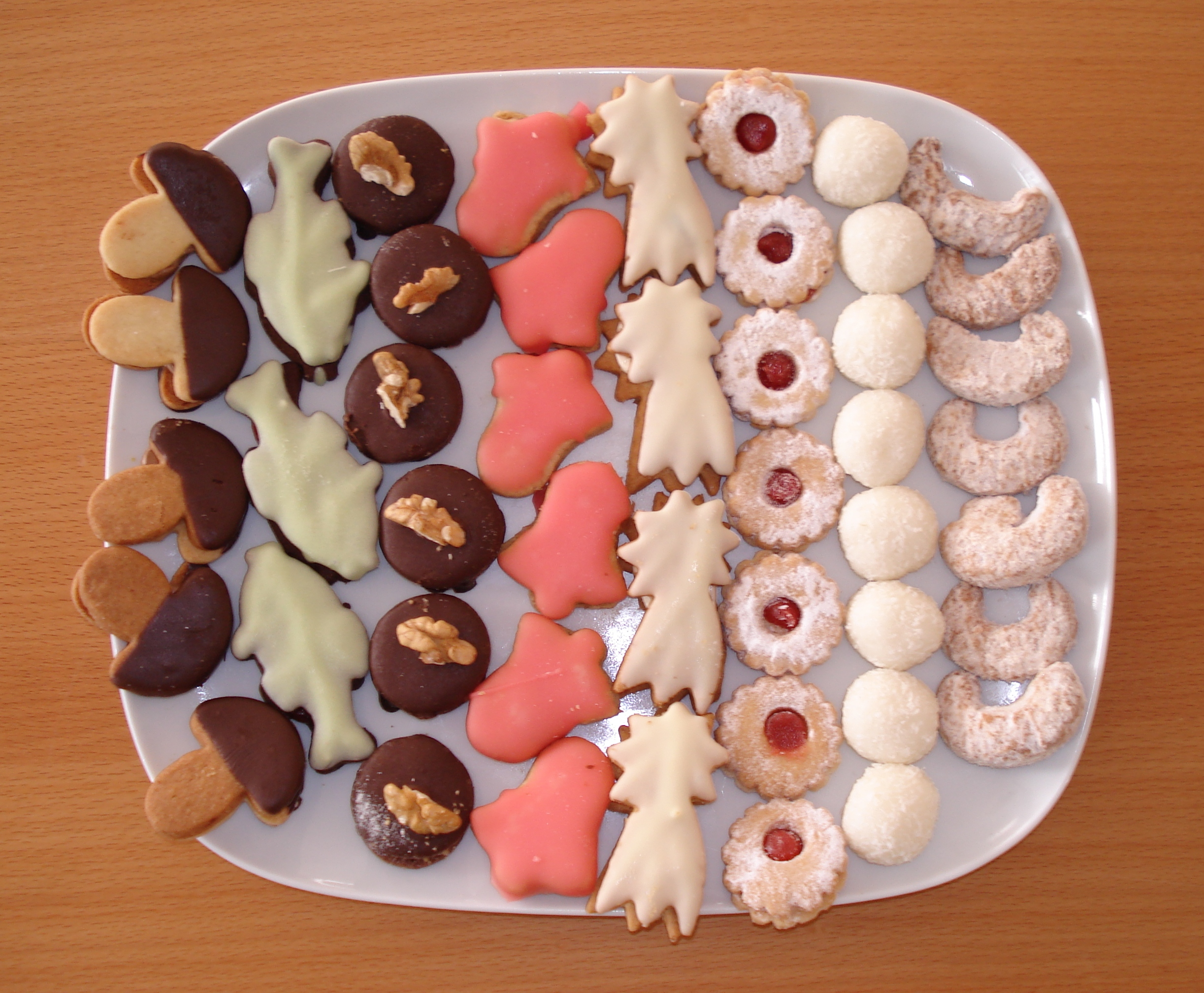
dulces Navideños.

Un dulce servido como postre o hasta plato del fondo son las frutas de pasta (ovocné knedlíky). La comida consiste de frutas envueltas en pasta - tal como Zwetschkenknödel. El relleno puede contemplar virtualmente cualquier fruta de las comunes en Europa Central. Los knödeln se recubren de azúcar y se sirven con mantequilla y acompañados de queso fresco tvaroh. Se incluyen diversos sabores de frutas. Se suelen servir como plato principal, no son un simple postre, excepto en épocas vacacionales. Existe una tarta denominada medovník muy popular.
El Kolache (koláče) es un tipo de pasta que consiste en un relleno de frutas o quesos en una especie de panecillo. El vánočka preparado en Navidades y acompañado de dulces (vánoční cukroví).

## Bebidas

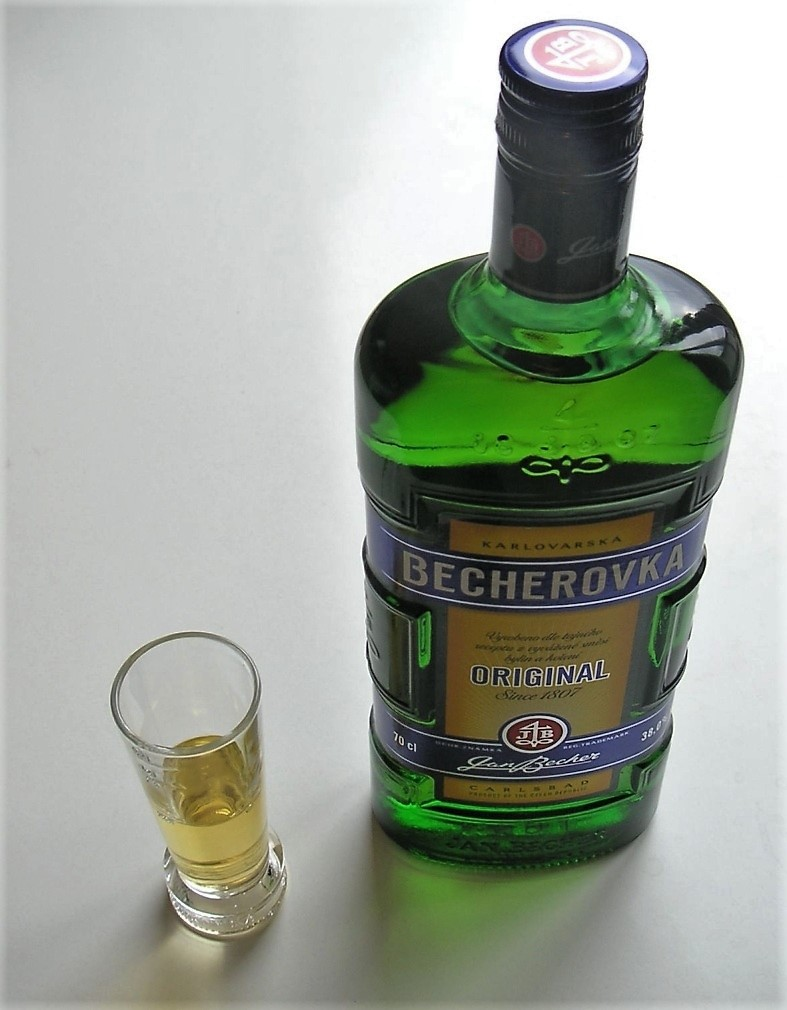
Una botella de Becherovka

Las cervezas checas son muy conocidas entre ellas las más populares son las de tipo Pilsen (que no es otra cosa que el nombre en alemán de la localidad checa de Pilsen); existen marcas de renombre mundial, tales como Pilsner Urquell (Plzeňský prazdroj) o la Budějovický Budvar (que no guarda relación con la cerveza estadounidense Budweiser, a decir verdad, dirigida al gran público y es considerada de peor calidad). Existe también una producción de vino en ciertas zonas de la República Checa; son muy conocidos los vinos del norte de Praga (Mělník).